# Charlotte Burton
Charlotte Burton est une actrice américaine née le 30 mai 1881 à San Francisco (Californie) et décédée d'une crise cardiaque le 28 mars 1942 à Los Angeles.
Embauchée chez Essanay — selon elle comme actrice dramatique —, elle a poursuivi le studio pour rupture de contrat, affirmant avoir tourné nombre de films mineurs où elle galvaudait son talent, entraînant l'annulation du dit contrat. En 1920, un juge trouva l'argument fondé et elle gagna son procès, ce qui mit fin à sa carrière.
Elle fut l'épouse de l'acteur William Russell de 1917 à 1921, puis de Darrell Stuart jusqu'à sa mort, en 1942.

## Filmographie
- 1912 : The Would-Be Heir d'Allan Dwan
- 1912 : It Happened Thus
- 1912 : The Animal Within d'Allan Dwan
- 1912 : Nell of the Pampas d'Allan Dwan
- 1912 : The Daughters of Senor Lopez d'Allan Dwan
- 1912 : The Recognition d'Allan Dwan
- 1912 : The Blackened Hills d'Allan Dwan
- 1913 : The Adventures of Jacques de Lorimer Johnston
- 1913 : Another Man's Wife d'Allan Dwan
- 1913 : Boobs and Bricks d'Allan Dwan
- 1913 : The Wishing Seat d'Allan Dwan
- 1913 : Woman's Honor d'Allan Dwan
- 1913 : Her Big Story d'Allan Dwan
- 1913 : The Finer Things d'Allan Dwan
- 1913 : The Greater Love d'Allan Dwan
- 1913 : Matches d'Allan Dwan
- 1913 : Ashes of Three d'Allan Dwan
- 1913 : The Road to Ruin d'Allan Dwan
- 1915 : The Diamond from the Sky
- 1916 : Sequel to the Diamond from the Sky d'Edward Sloman
- 1916 : The Thoroughbred de Charles Bartlett
- 1916 : The Smugglers of Santa Cruz de Donald MacDonald
- 1916 : The Craving de Charles Bartlett
- 1916 : The Bruiser de Charles Bartlett
- 1916 : Soul Mates de Jack Prescott et William Russell
- 1916 : The Highest Bid de William Russell
- 1916 : The Strength of Donald McKenzie de Jack Prescott et William Russell
- 1916 : The Man Who Would Not Die de Jack Prescott et William Russell
- 1916 : The Torch Bearer de Jack Prescott et William Russell
- 1916 : The Love Hermit de Jack Prescott
- 1916 : Lone Star d'Edward Sloman
- 1916 : The Twinkler d'Edward Sloman
- 1918 : Jack dans l'affaire Lemoann (Hearts or Diamonds?) de Henry King
- 1918 : Up Romance Road de Henry King
- 1919 : Man's Desire de Lloyd Ingraham
- 1920 : Polly of the Storm Country d'Arthur Rosson